# New York City Opera

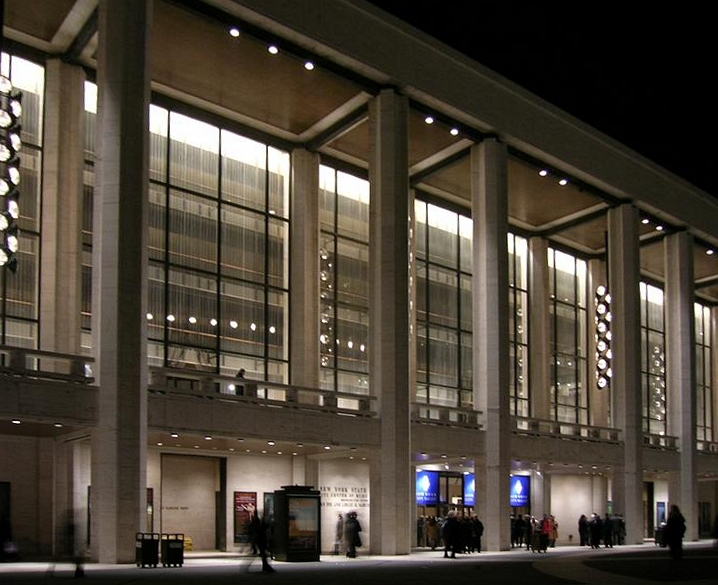
Il David H. Koch Theater al Lincoln Center, visto dalla Lincoln Center Plaza.

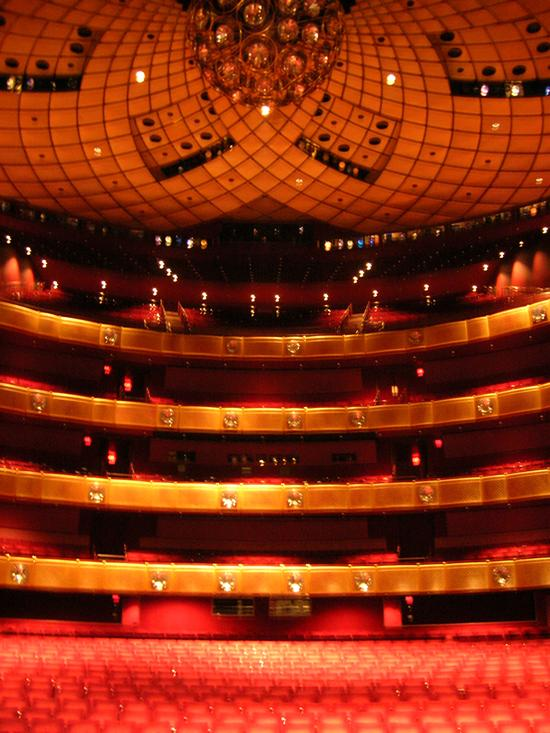
Il David H. Koch Theater al Lincoln Center, interni dal palcoscenico.

La New York City Opera o NYCO è una compagnia d'opera lirica, fondata nel 1943, che si esibisce al Lincoln Center di New York al David H. Koch Theater.

## Storia
Essa è la seconda compagnia più importante degli Stati Uniti dopo la Metropolitan Opera House di New York City. La compagnia, chiamata "l'opera del popolo", dal sindaco di New York Fiorello La Guardia, venne fondata nel 1943 allo scopo di consentire l'accesso agli spettacoli di opera lirica a qualsiasi ceto sociale, producendo un repertorio innovativo con l'impiego di cantanti statunitensi. Oltre a produrre un fitto calendario d'opera, la compagnia estese la sua attività all'istruzione e a programmi di sensibilizzazione, offrendo programmi di formazione artistica a 4.000 studenti in più di trenta scuole. La compagnia opera nel complesso teatrale del Lincoln Center.
Nel corso della più che settantennale storia, la NYCO ha costituito il trampolino di lancio di molti artisti internazionali quali Herva Nelli, Sherrill Milnes, Plácido Domingo, Carol Vaness, José Carreras, Renée Fleming, Jerry Hadley, Catherine Malfitano, Bejun Mehta, Samuel Ramey, Gianna Rolandi, e Beverly Sills, quest'ultima direttrice della compagnia nel periodo 1979-1989. Fra i cantanti che ne fanno ancora parte si ricordano  Amy Burton, David Daniels, Mark Delavan, Mary Dunleavy, Lauren Flanigan, Elizabeth Futral e Carl Tanner.
La NYCO ha favorito l'esecuzione di opere di compositori statunitensi ed ancora oggi circa un terzo delle opere messe in scena appartengono a compositori americani. Il repertorio di opere di compositori statunitensi comprende The Ballad of Baby Doe di Douglas Moore,  Susannah di Carlisle Floyd e Candide di Leonard Bernstein oltre che The Little Prince di Rachel Portman e Little Women di Mark Adamo. La NYCO è impegnata nello sviluppo del futuro della lirica americana con la serie annuale,Vox, Contemporanea Opera Lab, in cui si dà ai compositori la possibilità di ascoltare i loro lavori eseguiti da cantanti professionisti e dall'orchestra. L'azienda produce anche, occasionalmente, musical e operette come le opere di Stephen Sondheim e Gilbert e Sullivan.
Dal 1996 il suo direttore artistico è stato Paul Kellogg. Nel febbraio 2007, Gerard Mortier è stato nominato direttore della New York City Opera a partire dalla stagione 2009-2010 fino al 2015.
Nel 2013 le difficoltà finanziarie si sono fatte sempre più pressanti. Nel mese di settembre, il Consiglio d'Amministrazione ha votato per la dismissione della compagnia se non fossero stati trovati almeno sette milioni di dollari per continuare ad operare. Il primo di ottobre la compagnia ha annunciato che l'appello di fund-raising aveva portato alla raccolta di un solo milione, e di conseguenza sarebbe iniziato il processo di fallimento e la formale richiesta di bancarotta.
Nel dicembre 2014 il NYCO si è ricostituito in NYCO Renaissance sotto la direzione di Michael Capasso per ripartire in piena attività operistica in giugno 2015.